# Iwan Asen III
Iwan Asen III (bułg. Иван Асен III, Iwan Asen III, ur. 1259/1260, zm. 1302) – car bułgarski w latach 1279–1280.

## Życie

### Prawa do tronu
Iwan Asen III, właściwie Iwan Mico był synem Mico Asena i Marii Asenowny córki cara Iwana Asena II. W 1256 roku po śmierci ostatniego męskiego potomka z dynastii Asenowiczów Mico Asen ogłosił się w Tyrnowie carem Bułgarii. Związki z dynastią panującą okazały się jednak niewystarczające dla niego w walce o utrzymanie władzy. W 1257 roku, kiedy bojarzy tyrnowscy poparli Konstantyna Ticha, Mico musiał ustąpić z Tyrnowa. Na pewien czas opanował jeszcze południową Bułgarię, która nie uznała władzy nowego cara, ostatecznie jednak, pokonany, schronił się na dworze bizantyńskim. Uciekając do Bizancjum przekazał w ręce cesarza Michała VIII portowe miasta bułgarskie: Messembrię i Anchialos, a cesarz przyznał mu ziemię w Troadzie. Iwan Mico wzrastał w Bizancjum.

### Walka o władzę
Okazję do wzięcia udziału w walce o tron carski stworzył Iwanowi Mico kolejny kryzys, który ogarnął Bułgarię po śmierci Konstantyna Asena Ticha. Konstantyn Tich zginął w bitwie z chłopskimi rebeliantami pod wodzą Iwajły w 1277 roku, pozostawiając jako swego następcę sześcioletniego syna Michała. Po klęsce armii carskiej powstańcy Iwajły zaczęli zdobywać warowne miasta. Wdowa po Konstantynie Tichu, Maria doprowadziła wprawdzie do koronacji małego Michała, jednak pozbawieni kierownictwa bojarowie nie byli w stanie stawić oporu rebelii. Iwajłę poparł początkowo również cesarz bizantyński Michał VIII, biorąc go za przedstawiciela opozycji bojarskiej i widząc w jego działaniach możliwość dalszej destabilizacji sytuacji w Bułgarii. Ofiarował mu nawet rękę swej córki Ireny. Pod wpływem wiadomości od uchodzących przed powstaniem bojarów, wycofał jednak swoje poparcie dla ruchu, który mógł się okazać groźny również dla Bizancjum. Jeszcze w tym samym 1277 roku wydał Irenę za Iwana Mico i na czele armii dowodzonej przez Michała Glawasa wysłał go do Bułgarii. Wkraczając do Bułgarii Iwan Mico przyjął imiona, swego znakomitego dziada, Iwana Asena.

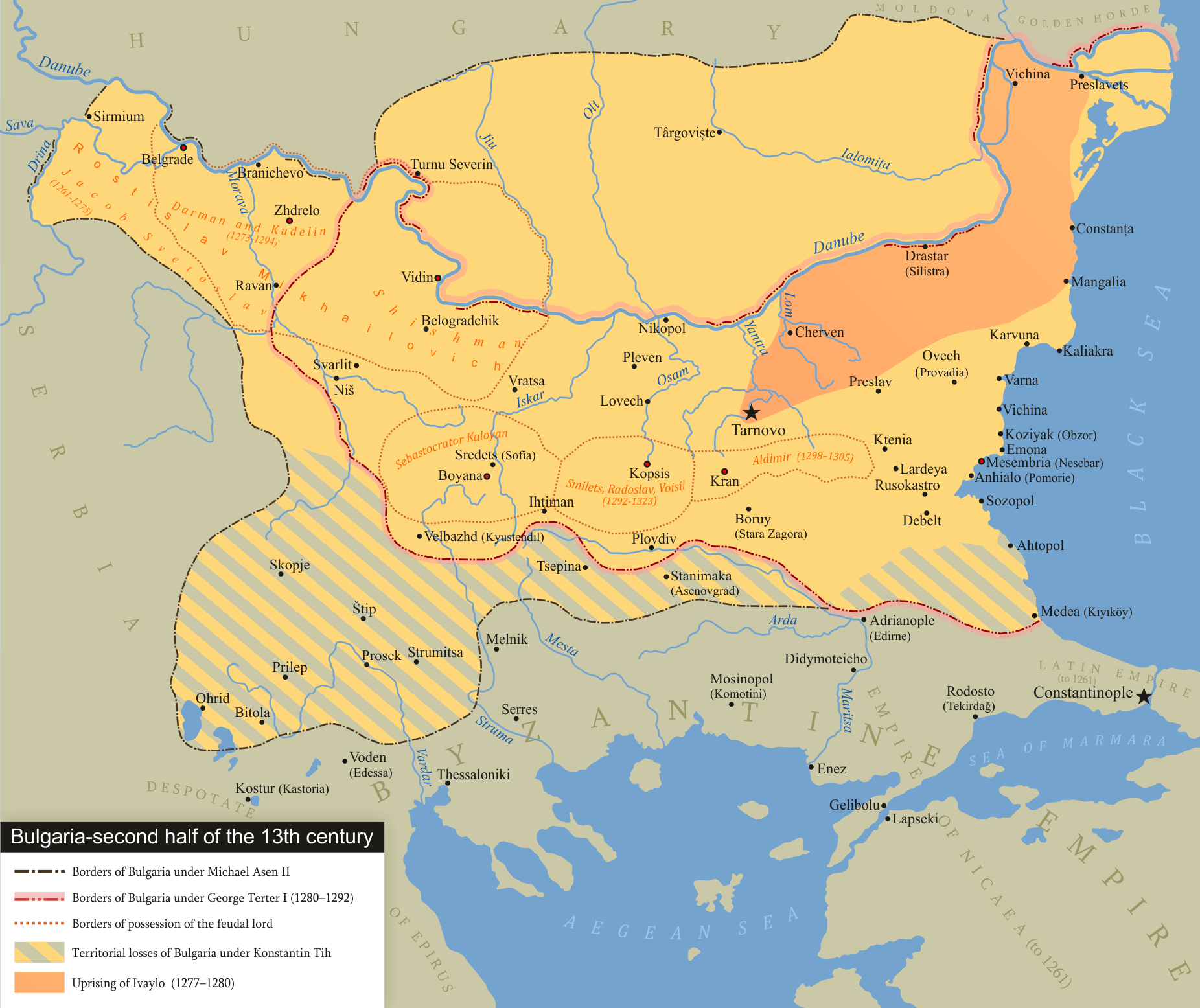
Bułgaria w II poł. XIII wieku. Obszar zakreskowany wskazuje zasięg powstania Iwajły.

Wobec pojawienia się kolejnego kandydata do korony, bojara, a w dodatku Asenowicza, carowa Maria otwarła przed Iwajłą, oblegającym Tyrnowo, bramy miasta. W wyniku zawartego porozumienia Iwajło poślubił carową wdowę i objął tron carski. Nowy car i współwładca Bułgarii rozbił nadciągających od północy, za sprawą intryg Michała VIII, Tatarów pod wodzą Kasimbeja, po czym zwrócił się ku nadciągającym od południa kilkoma drogami nowej armii bizantyńskiej dowodzonej znowu przez Michała Glawasa Tarchaniotę. Przez kilka miesięcy z powodzeniem toczył walki z Grekami. W 1279 roku Michałowi VIII udało się doprowadzić do kolejnej dywersji tatarskiej. Od północy wtargnął kolejny zagon tatarski. Iwajło z główną armią wyruszył mu na spotkanie. Iwan Asen III na czele wojsk bizantyńskich podszedł pod Tyrnowo. Ponieważ wśród bojarów bułgarskich rozeszła się pogłoska, że Iwajło poległ na północy w walkach z Tatarami, wydali miasto Grekom. Michała II Ticha i jego matkę odesłano do Konstantynopola, a Iwan Mico jako Iwan Asen III objął tron Bułgarów.
Po opanowaniu Tyrnowa armia bizantyńska zajęła Łowecz i Czerwen. W tym czasie została też przyłączona do Bizancjum północna Macedonia. Iwajło po pokonaniu Tatarów zamknął się w Drystrze, w której bronił się przez 3 zimowe miesiące na przełomie 1279 i 1280 roku przed wojskami Michała Glawasa.
Objęcie władzy przez Iwana Asena III i zamknięcie Iwajły w twierdzy na północy nie uspokoiło sytuacji wewnętrznej. W rozdzieranym walkami wewnętrznymi kraju coraz większe poparcie bojarów zaczął zdobywać, cieszący się wielkim uznaniem wojska Jerzy Terter. Chcąc go przeciągnąć na swą stronę Iwan Asen III, za namową Michała VIII, wydał za niego swoją siostrę Kermarię. Nie przyniosło to jednak spodziewanych rezultatów. W dodatku wiosną 1280 roku przeszedł do ofensywy Iwajło, wyzwalając znaczną część kraju Zagroził nawet Iwanowi Asenowi III w Tyrnowie. Latem 1280 roku rozgromił pod twierdzą Dewina na przełęczy Kotlenskiej 10 tys. armię bizantyńską pod dowództwem Murina. Wkrótce potem na zboczach Starej Płaniny rozbił kolejną armię dowodzoną przez Aprina. Po tych klęskach Iwan Asen III zbiegł do Bizancjum rezygnując z władzy carskiej.

### Dalsze losy
Michał VIII nie przyjął zięcia oburzony jego tchórzostwem. Iwan Asen III schronił się więc na dworze swej szwagierki, żony wodza Złotej Ordy Nogaja. Niedługo potem w obozie Nogaja pojawił się również opuszczony przez swe wojsko Iwajło z prośbą o pomoc u niedawnego wroga. Nogaj przyjął obydwu pretendentów do tronu carskiego życzliwie. W czasie uczty kazał jednak zamordować pozbawionego znaczenia Iwajłę. Iwan Asen III, ostrzeżony przez szwagierkę Eufrozynę, powrócił do Konstantynopola. Otrzymał po powrocie od teścia stanowisko na dworze cesarskim, a w 1284 roku tytuł despoty. Jego potomkowie odegrali znaczącą rolę w dziejach późnego Bizancjum.

## Związki rodzinne
Z żoną Ireną Iwan Asen III miał ośmioro dzieci:
- Michała Asena, generała bizantyńskiego w Macedonii, tytularnego cesarza Bułgarii
- Andronika Asena, zm. po 1355 roku, gubernatora Morei z ramienia Bizancjum w latach 1316–1322,
- Izaaka Asena, zm. ok. 1350 roku,
- Manuela Asena
- Konstantyna Asena
- Marię Asen, wydaną za Rogera de Flor dowódcę Kompanii Katalońskiej
- Annę Asen, zaręczoną z Michałem Angelosem księciem Neopatras
- Teodorę Asen[10].

Ród Asenów albo Asanów odegrał znaczącą rolę w dziejach późnego cesarstwa bizantyńskiego. Jedna z potomkiń Iwana Asena III, Irena Asanina (wnuczka Andronika Asena) poślubiła przyszłego cesarza Jana VI Kantakuzena. Jej córka Helena została żona Jana V Paleologa i matką cesarzy.
|                                 |                                 |                                     |                                     |                                |                                    |                                   |                                   |                                   |                                               |                                               |              |
|                                 |                                 |                                     |                                     |                                |                                    | Asen I (panował 1188–1196)        |                                   |                                   |                                               |                                               |              |
|                                 |                                 |                                     |                                     |                                |                                    |                                   |                                   |                                   |                                               |                                               |              |
|                                 |                                 |                                     |                                     |                                |                                    | Iwan Asen II (panował 1218–1241)  |                                   |                                   |                                               |                                               |              |
|                                 |                                 |                                     |                                     |                                |                                    |                                   |                                   |                                   |                                               |                                               |              |
|                                 |                                 |                                     |                                     |                                | 2                                  | 2                                 | 3                                 |                                   | 3                                             |                                               |              |
|                                 |                                 |                                     |                                     |                                | Koloman I Asen (panował 1241–1246) |                                   |                                   |                                   |                                               |                                               |              |
|                                 |                                 |                                     |                                     | Helena ∞ Teodor II Laskarys    | Helena ∞ Teodor II Laskarys        | Michał I Asen (panował 1246–1256) | Michał I Asen (panował 1246–1256) | Maria ∞ Mico (panował 1256–1257)  | Maria ∞ Mico (panował 1256–1257)              |                                               |              |
|                                 |                                 |                                     |                                     |                                |                                    |                                   |                                   |                                   |                                               |                                               |              |
|                                 |                                 |                                     |                                     |                                |                                    |                                   |                                   |                                   |                                               |                                               |              |
| 2 Maria Paleologina Kantakuzena | 2 Maria Paleologina Kantakuzena | Konstantyn Tich (panował 1257–1277) | Konstantyn Tich (panował 1257–1277) | 1 Irena Laskarina Asenina      | 1 Irena Laskarina Asenina          |                                   |                                   |                                   | Kermaria ∞ Jerzy I Terter (panował 1280–1292) | Kermaria ∞ Jerzy I Terter (panował 1280–1292) |              |
|                                 |                                 |                                     |                                     |                                |                                    |                                   |                                   |                                   |                                               |                                               |              |
|                                 |                                 |                                     |                                     |                                |                                    |                                   |                                   |                                   |                                               |                                               |              |
|                                 |                                 | Michał II Tich (panował 1277–1279)  | Michał II Tich (panował 1277–1279)  |                                |                                    |                                   | Iwan Asen III (panował 1279–1280) | Iwan Asen III (panował 1279–1280) |                                               |                                               |              |
|                                 |                                 |                                     |                                     |                                |                                    |                                   |                                   |                                   |                                               |                                               |              |
|                                 |                                 |                                     |                                     |                                |                                    |                                   |                                   |                                   |                                               |                                               |              |
|                                 |                                 |                                     | Michał Asen tyt. car Bułgarii       | Michał Asen tyt. car Bułgarii  | Izaak Asen zm. ok. 1250            | Izaak Asen zm. ok. 1250           | Konstantyn Asen                   | Konstantyn Asen                   | Anna Asen                                     | Anna Asen                                     |              |
|                                 |                                 |                                     |                                     | Andronik Asen gubernator Morei | Andronik Asen gubernator Morei     | Manuel Asen                       | Manuel Asen                       | Maria Asen ∞ Roger de Flor        | Maria Asen ∞ Roger de Flor                    | Teodora Asen                                  | Teodora Asen |